# Bridhim
Bridhim – gaun wikas samiti w środkowej części Nepalu w strefie Bagmati w dystrykcie Rasuwa. Według nepalskiego spisu powszechnego z 2001 roku liczył on 163 gospodarstw domowych i 577 mieszkańców (286 kobiet i 291 mężczyzn).